# Good Vibes (série de televisão americana)
Good Vibes foi uma série de animação adulta de comédia americana criada por David Gordon Green, Brad Ableson e Mike Clements para a MTV. A série segue as façanhas do recém mudado de Nova Jersey, Mondo e seu novo melhor amigo Woodie, enquanto vivem sua vida em Playa Del Toro, uma fictícia cidade de praia do sul da Califórnia. A série foi originalmente vendida para a Fox em 2008, e um piloto foi produzido. Quando a Fox desistiu, os produtores procuraram outros compradores e em 2010 eles receberam um pedido para uma série pela MTV.
Em 24 de fevereiro de 2012, a série foi cancelada após uma temporada.

## Personagens
- Montgomery "Mondo" Brando (Josh Gad): Mondo é um adolescente com excesso de peso de Bayonne, Nova Jersey, que é bastante autoconsciente e inseguro sobre sua aparência. No início ele se manteve reservado, mas depois de fazer amizade com Woodie, ele começa a sair de sua casca. Ele começa a surfar e desenvolve uma queda por Jeena, que finalmente se tornou sua namorada. Mondo nunca conheceu seu pai; em "Mondo Mia!" descobrimos que seu pai era um "homem da limpeza" para a máfia que teve que fugir após testemunhar algo que não devia (dois mafiosos curtindo). Ele é o namorado de Jeena.
- Woodford "Woodie" Stone (Adam Brody): Woodie é o melhor amigo de Mondo. Ao contrário de Mondo que é baixo e gordo, Woodie é alto e magro. Woodie é um surfista preguiçoso, descontraído e hedonista. Ele odeia fazer qualquer tipo de trabalho e prefere passar todos os seus dias surfando. A família de Woodie é incrivelmente rica, mas ele odeia o que a riqueza material lhes fez e prefere dormir em uma cabana de bambu do lado de fora da mansão.
- Barbara "Babs" Brando (Debi Mazar): Babs é mãe de Mondo, ela já trabalhou em vários empregos: seu trabalho atual é como garçonete em um restaurante havaiano. Ela é muito atraente e tem grandes seios e é objeto do desejo de Woodie (e de todos os outros homens). Uma piada no piloto era que ela ansiava por um emprego onde não precisasse trabalhar num poste, estar de costas, estar de joelhos, e assim por diante, e então vários trabalhos onde ela fazia estas coisas foram vistos: bombeiro-policial, fiscal de parquímetros, operária de fábrica, mecânico, etc.
- Jeena Wadska (Olivia Thirlby): Jeena é uma garota popular e atraente que é a paixão de Mondo. Ela é um pouco moleca e é muito simpática e descontraída. Ela também gosta de Mondo, mas tem um relacionamento com Turk; em "Red Tuxedo" ela rompe com Turk e começa a namorar Mondo. Ela é irmã de Wadska e namorada de Mondo.
- Dirk Kirk "Turk" Turkpatrick (Jake Busey): Turk é o cara durão local. Ele é mostrado como um valentão impetuoso e não refinado, muitas vezes tem como alvo Mondo. No entanto, ele tem um lado muito sensível e mostrou-se bastante covarde no fundo. Ele costumava namorar Milan e agora tem um relacionamento intermitente com Jeena, que mais tarde termina com ele e começa a namorar Mondo.
- Milan Stone (Kari Wahlgren): Milan é irmã de Woodie. Ela é uma herdeira de celebridade mesquinha, insípida, vaidosa, pretensiosa, esnobe, egoísta, promíscua e mimada que estrela seu próprio reality show na MTV intitulado "16 and Bitchy". Ela tem implantes mamários (que são removíveis por zíper) e costumava namorar Turk. Apesar de seu comportamento mimado e esnobe, é revelado que antes do estilo de vida rico de sua família, ela e seu irmão sempre brincavam juntos na praia quando eram crianças e que ela ainda aprecia isso secretamente.
- Voneeta Teets (Danny McBride): O professor de educação sexual na Del Toro High. Ela é uma bissexual que pesa 181 quilos e se locomove em uma scooter motorizada, mas ela é imensamente orgulhosa de seu corpo e tem um tesão insaciável.
- Lonnie (Alan Tudyk): Um veterinário hippie e veterano da Guerra do Golfo que vive em uma van perto da praia. Ele dá conselhos a Mondo e Woodie, geralmente enquanto está chapado.
- HJ & BJ Kuntz (Cree Summer): Gêmeas idênticas que são amigas/orientadas de Milan.

## Episódios
| 1 | 1  | ""Pilot"" "Piloto"                                          | 27 de outubro de 2011  |
| O garoto de Jersey, Mondo se muda para uma descontraída cidade litorânea do sul da Califórnia na estreia desta comédia animada. Ele se sente um forasteiro até conhecer Woodie, um adolescente local que se oferece para ajudá-lo a entender como é a vida em sua cidade natal.                                                      |    |                                                             |                        |
| 2 | 2  | "Floatopia" "Floatopia"                                     | 03 de novembro de 2011 |
| Os meninos descobrem uma brecha que os permite beber álcool em mar aberto, então eles fazem uma festa na praia. |    |                                                             |                        |
| 3 | 3  | "Tech Rehab" "Reabilitação Tecnológica"                     | 10 de novembro de 2011 |
| Os pais das crianças ficam frustrados com a dependência da geração mais jovem em relação à tecnologia, então eles enviam a turma para uma viagem pela selva com um ex-viciado em tecnologia, o que dá terrivelmente errado. |    |                                                             |                        |
| 4 | 4  | "Don't Blow Your Wadska" "Não exploda sua Wadska"           | 17 de novembro de 2011 |
| Mondo descobre que os pais de sua paixão estão fora da cidade, e usa seu excêntrico irmão para se aproximar dela durante uma festa do pijama que corre horrivelmente mal. Babs e a Sra. Teets saem. Ausentes: Milan. |    |                                                             |                        |
| 5 | 5  | "The D-List" "A Lista D"                                    | 01 de dezembro de 2011 |
| Mondo deixa cair acidentalmente suas calças depois de nadar em água gelada, expondo-se a toda a escola. Então, ele é classificado na parte inferior da "Lista D". |    |                                                             |                        |
| 6 | 6  | "Breast Friends" "Amigos do Peito"                          | 01 de dezembro de 2011 |
| Jeena lança uma iniciativa de exame mamário móvel, inspirando os meninos a se vestirem de forma travestida para que eles possam participar e observar o evento. |    |                                                             |                        |
| 7 | 7  | "The Grass is Always Greener" "A Grama é Sempre Mais Verde" | 08 de dezembro de 2011 |
| Mondo acompanha a irmã de Woodie até seus 16 anos e fica um pouco confortável demais em seu mundo rico. |    |                                                             |                        |
| 8 | 8  | "Red Tuxedo" "Smoking Vermelho"                             | 15 de dezembro de 2011 |
| Mondo e Woody descobrem que Jeena e Turk terminaram, então Mondo descobre que esta é sua chance de estar com Jeena na noite do baile. Enquanto isso, Wadska ajuda Mila Kunis a se esconder dos fotógrafos e em troca leva Mila ao baile. Nota: De acordo com a MTV, este deveria ser o final da temporada, mas foi ao ar muito cedo. |    |                                                             |                        |
| 9 | 9  | "Mondo Mia!" "Mondo Mia!"                                   | 15 de dezembro de 2011 |
| Mondo tenta descobrir a identidade de seu pai hackeando a conta do Facebook de sua mãe. |    |                                                             |                        |
| 10 | 10 | "Virgin Hangover" "Ressaca Virgem"                          | 22 de dezembro de 2011 |
| Mondo, Woodie e Wadska abandonam a escola em busca de uma praia de nudismo. Ausente: Milan. |    |                                                             |                        |
| 11 | 11 | "Surf Legend" "Lenda do Surf"                               | 29 de dezembro de 2011 |
| Woodie perde uma competição de surfe e se preocupa com o fato de ter perdido seu "combustível", então os meninos recorrem ao herói do surf de Woodie, Duke Sanchez, para ajudá-lo a conquistar uma onda infame, que traria o "combustível" de Woodie de volta. Milan acha que ela pode estar grávida.                                |    |                                                             |                        |
| 12 | 12 | "Backstage Babs" "Bastidores da Babs"                       | 29 de dezembro de 2011 |
| Uma ligação do escritório do diretor faz Babs se preocupar com o fato de ter sido muito negligente como mãe, então ela decide intensificar suas habilidades como mãe quando leva Mondo a um festival de música e o ajuda a impressionar Jenna no processo. Wadska ajuda Turk a entrar no show.                                       |    |                                                             |                        |

## Recepção
Good Vibes recebeu críticas mistas dos críticos. Alguns, como David Wiegand, do San Francisco Chronicle, acharam sua escrita "juvenil, hormonal e frequentemente engraçada", enquanto Rob Owen, do Pittsburgh Post-Gazette, a marcou como "agressivamente burra, obcecada por sexo e ocasionalmente misógina". Emily VanDerWerff do The A.V. Club criticou o piloto, elogiou episódios posteriores e expressou otimismo em relação ao futuro da série, mencionando que "isto não é exatamente uma recomendação - ainda há alguns problemas demais com o nível superficial do seriado - mas o material atual é bom, e não seria surpreendente se isto se tornasse um seriado surpreendentemente doce e ganhador com tempo suficiente".
A mostra alcançou uma pontuação de 58 no Metacritic e uma pontuação de 70% no Rotten Tomatoes, com uma classificação média de 6,15/10. Ela foi cancelada pela MTV em 24 de fevereiro de 2012 devido à baixa classificação.